# TBN 경북매거진
김다나의 TBN경북매거진은 TBN 경북교통방송(포항 FM 103.5MHz, 울진 FM 103.7MHz)에서 평일 오후 4시 5분부터 5시 52분까지 방송되는 경북 동해안 지역의 라디오 생활정보 프로그램이다.

## 프로그램 소개
- 세상의 모든 뉴스, TBN경북매거진은 살아가는 모든 이야기를 다룹니다. 이웃들의 소소한 사연부터 생활에 도움이 되는 정보와 꼭 알아야하는 정책까지, 지금 우리 주변에서 누구에게 무슨 일이 일어나고 있는지를 구석구석 살핍니다. 지진과 코로나에 지친 시민들에게 힘을 주고 위로를 건네는 힐링매거진!

## 코너소개

### 매일 코너
- 도움 되는 상식 - 법률,정치,자동차,역사,경제...각 분야 전문가들이 알기 쉽게 정리
- 동네방네 소식통 - 지금 경북에선 무슨 일이? 우리지역 생활정보는? 한번에 모아 정리한다.
- 일일 코로나19 브리핑 - 매일 업데이트되는 국내 코로나19 상황을 살펴본다.
- 퀴즈와 상식사이 - 퀴즈 풀고 상식 쌓고 선물도 챙기고! 자세한 해설은 '도움 되는 상식' 시간에 듣고!

## 요일 코너

### 월요일
- 조소진의 법률상식 : 변호사가 쉽게 풀어주는, 꼭 필요한 법이야기
- 정지수의 쉬는 시간 : 트라우마 극복을 위한 요가, 명상 힐링체험

### 화요일
- 김근우의 정치토크 : 정확한 정보만 균형감있게 전달하는 정치이야기
- 힐링인문학 : 위로와 용기를 주는 인문강좌...열린행복아카데미 박희택 원장

### 수요일
- 박찬규의 1단기어 : 전문가가 짚어주는 자동차의 모든 것
- 꿈틀로에서 만난 사람들 : 꿈틀로에 생기를 불어넣는 작가들을 만나보자!

### 목요일
- 역사 평행이론 : 과거의 역사적 사건을 통해 짚어보는 오늘!
- 이영미의 흥얼흥얼 : 대중가요로 읽는 현대사와 세상살이

### 금요일
- 달빛 여행 : 함께 걸어볼까요? 국내로 해외로, 라디오 전파를 타고 떠나는 달빛 여행!(권동환 여행작가, 최갑수 여행작가 출연)